# Nacho Lavernia
Ignacio Lavernia Company, detto Nacho (Valencia, 1950), è un designer spagnolo.
I suoi lavori comprendono variate sfaccettature del design industriale e del design grafico: contenitori, arredamento, articoli per il bagno, marchi aziendali, editoria, segnaletica, ecc. Ha ricevuto il Premio Nazionale di Design nell'anno 2012.

## Biografia
Ha studiato decorazione alla Scuola di Arti e Mestieri di Valencia e quindi design industriale nella Scuola Elisava di Barcellona. Ha fatto parte di diverse équipe di professionisti: Caps i Mans (1979-1984), La Nave(1984-1989) e Gimeno e Lavernia (1989-1994). Nel 1995 apre il suo proprio studio: Nacho Lavernia e Associati. Nell'anno 2000, Alberto Cienfuegos, che lavora sin dall'inizio nello studio, viene incorporato come partner e viene cambiata la denominazione in Lavernia & Cienfuegos.
Ha lavorato nell'ambito pubblico e nel privato, con clienti del settore industriale e dei servizi (da piccoli marchi locali di giocattolo o mobili fino a grandi imprese multinazionali di cosmetica o alimentazione). Tra i suoi clienti spiccano alcuni come Zara, Unilever, Mercadona, Natura (Brasile), Delhaize, Philip Morris International, Pianeta DeAgostini, Antares/Flos o Sanico.
Ha partecipato a esposizioni e conferenze di design nazionali e internazionali e i suoi lavori sono presenti in moltissime pubblicazioni specializzate..
È stato presidente dell'ADCV, Associazione di Designer della Comunità Valenciana, e presidente di FESAD, Federazione Spagnola di Associazioni di Design.
È stato professore di design nella Fondazione Universitaria Santa Pablo CEU  e nell'Università Politécnica di Valencia.
Ha scritto articoli di design in varie riviste: On Design, Creativity News, ARDI e Diseño Interior.
Nel 2000 ha partecipato all'esposizione organizzata per l'Impiva e il Ministero di Economia, Segni del secolo. 100 anni di design in Spagna, mostra che riconosceva l'apporto dei designer spagnoli alla qualità di vita, al successo di molti prodotti e imprese, alla diversità e alla creatività. La partecipazione di Nacho Lavernia a questa esposizione è avvenuta insieme ad altri 18 designer valenciani offrendo, così, una panoramica del design realizzato dai i professionisti valenciani come José Ramón Alcalá, Sebastián Alón, Arturo Ballester, Paco Bascuñán, Luis Dubón,  Sandra Figuerola, Marisa Gallén, Pepe Gimeno, Luis García Falgá, Lavernia e associati, Javier Mariscal, Juan Nava, Daniel Nebot, Belén Payá, Rafael Ramírez Bianco, Josep Renau, Miguel Ripoll e Carlo Ruano.

## Riconoscimenti
Nacho Lavernia ha ricevuto nell'anno 2012 il Premio Nazionale di Design che gli è stato riconosciuto dal Ministero di Economia e Competitività per tutta la sua vita professionale.
Prima dell'anno 2011 il Consiglio di Ministri gli consegnò la Medaglia di Oro al Merito del lavoro.
Lungo la sua carriera professionale ha ricevuto dai suoi lavori premi tanto nazionali, LAUS, DELTA e AEPD, come internazionali, il Certificate of Typographic Excellence di Nuova York, il Design Plus ISH del German Design Council , o il Platinum dei Pentawards.